# 克里斯托弗·多斯特
克里斯托弗·泰勒·多斯特（英語：Christopher Taylor Dorst，1956年6月5日—），美国男子水球运动员。他曾代表美国国家队参加1984年夏季奥林匹克运动会水球比赛，获得一枚银牌。